# Жослен (Морбиан)
Жосле́н  (фр. Josselin, брет. Josilin) — французский город-коммуна в департаменте Морбиан региона Бретань на северо-западе Франции. Население — 2469 человек (2011). Муниципалитет расположен примерно в 380 км к западу от Парижа, 70 км к западу от Ренна, 37 км северо-восточнее Ванна. Туристический центр.

## Историческое значение города
В истории известен битвой тридцати за Бретонское наследство. Здесь расположен живописный средновековый замок Жослен (давший городу своё имя) — одна из твердынь знатного бретонского рода де Роган. В церкви Нотр-Дам-дю-Ронси ежегодно 8 сентября совершается поклонение образу Святой Девы, которая, по преданию, явилась местному крестьянину.

## Статистика
В 2010 году из 1362 человек трудоспособного возраста (15-64 лет) 935 были экономически активными, 427 — неактивными (показатель активности — 68,6 %, в 1999 году он составлял 70 %). Из 935 активных жителей работало 806 человек (431 мужчин и 375 женщин), безработными было 129 (67 мужчин и 62 женщины). Среди 427 неактивных 116 человек были учениками или студентами, 204 — пенсионерами, 107 были неактивными по другим причинам.
В 2010 году в муниципалитете числилось 975 плативших налоги домохозяйств, в которых проживали 2062,5 лица, медиана доходов составляла 17 704 евро на одного потребителя.